# Stefan Tytus Dąbrowski
Stefan T. Dąbrowski, né le 31 janvier 1877 à Varsovie, mort le 23 mars 1947 à Poznań est un médecin  et biochimiste polonais. Engagé dans la vie publique, il fut vice-ministre des Affaires étrangères de la deuxième République de Pologne (1919-1921), député à la Diète (1922-1935), doyen de la faculté de médecine (1937-1939), puis recteur de l'Université de Poznań (1945-1946). 

## Biographie
Stefan Tytus Zygmunt Dąbrowski (blason Radwan) est né le 31 janvier 1877 à Varsovie au foyer du peintre Stefan Dąbrowski (1849-1909) et de sa femme Hortensja Maria Lombard (1850-1929), d'origine française protestante. 
Dès sa jeunesse, il participe au mouvement national polonais. Pendant la guerre, il observe en tant que médecin l'épuisement progressif des recrues dans les puissances centrales, dont il transmet secrètement les résultats à leurs ennemis. Il empêche l'armée du royaume de Pologne pris à l'Empire russe de combattre aux côtés de l'Allemagne. 

### Carrière scientifique
En 1910-1913, il est professeur de physiologie et de nutrition à l'École d'agronomie de Dublany, puis (1913-1919) professeur de chimie et de physiologie de la nutrition à l'École vétérinaire (pl) de Lvov. Il est ensuite professeur de chimie physiologique à l'Université de Poznań (1919-1946). En 1937-1939, il est doyen de la faculté de médecine de Poznań . 
En 1939, il est élu recteur de l'Université de Poznań, mais en raison du déclenchement de la guerre, il ne peut prendre ses fonctions avant le 28 mars 1945. En mai 1945, il entreprend des démarches pour obtenir des autorités provisoires le bâtiment du château impérial pour l'université (avant la guerre, Collegium Maius). Le 1er mai, il est suspendu pour raisons politiques (il a autorisé la jeunesse catholique à disposer d'une salle à l'université). 
Il adhère à de nombreuses sociétés savantes et institutions scientifiques, notamment l'Académie polonaise des arts et sciences de Cracovie (PAU) depuis 1928. 
À partir de juin 1920, il est membre de l'Académie de médecine de Varsovie. À compter de juin 1928, il est membre correspondant du département de mathématiques et de sciences naturelles, et à partir de mars 1930, membre actif du département de médecine de la PAU à Cracovie. À partir de décembre 1930, il est membre correspondant du quatrième département (sciences biologiques) de TNW. 
Il est l'auteur de la loi sur l'échange d'ions entre les érythrocytes et le plasma sanguin présents dans le sang artériel et le sang  veineux . 
En tant que biochimiste, il a étudié et collaboré avec Stefan Bądzyński (pl) à Lvov et a travaillé sur les acides urochrome et oxyprotéine dans l'urine.

### Carrière politique
Dans les années 1895-1900, il est membre du Bureau de l'Union de la jeunesse polonaise "Zet". À partir de 1905, il adhère à la Ligue nationale. Pendant la guerre et peu après sa fin (1918-1919), il participe à l'organisation de la défense en Petite-Pologne. Il exerce les fonctions de vice-ministre des Affaires étrangères (1920-1921). De 1922 à 1935, il est député à la Diète et membre des commissions de la santé, des affaires étrangères et de l'armée (1922-1927). 
Il est l'auteur de publications comme Le Combat d'une recrue polonaise sous l'occupation (1922), La question de la défense nationale dans la guerre moderne. 

### Mort
Il tombe malade en février 1947 et ramené de Puszczykowo dans son appartement de fonction de recteur situé  ul. Słowackiego n° 29. Il meurt des suites d'une maladie cardiaque et d'une insuffisance pulmonaire dans la nuit du 23 mars 1947. 
Le 26 mars 1947, les funérailles du professeur Dąbrowski, réunissent une foule de personnels, d'étudiants de l'université et de l'école d'économie, de représentants d'organisations sociales et d'habitants de Poznań. Il est enterré dans le "cimetière forestier" de Puszczykowo, dans sa "Forêt bien-aimée", comme il disait. 

## Famille
Il est le père de Jadwiga Dąbrowska (1931-2015), universitaire romaniste, poète et militante de l'émigration polonaise à Paris, où elle réside après la proclamation de l'état de siège en Pologne en 1981. 